# Andreas Olai
Andreas Olai, född 1521  i Örebro, död 1560, var en svensk ämbetsman. 

## Biografi
Traditionellt har Olof Bröms antagits vara hans far, men uppgiften är ifrågasatt. Han var bror till Benedictus Olai, och morbror till Johannes Chesnecopherus och Nils Chesnecopherus. 
Andreas Olai förekommer i källorna första gången 1537 då han under namnet Andreas Olai ex Suecia inskrevs vid universitetet i Wittenberg. Han erhöll senare underhåll från Strängnäs stift, då han lovat förkovra sig i sina studier, särskilt juridiken för att senare kunna träda i kungens tjänst. Ännu 1544 var han kvar i Wittenberg, men 1547 var han inskriven vid Rostocks universitet, och några år därefter återvänder han som juris doktor till Sverige. 
Han sattes genast i tjänst och 1550 deltog han i en diplomatisk beskickning till England rörande ett handelsfördrag med Sverige. Senare samma år deltog han i en beskickning till tyske kejsaren med Gustav Vasas ratificering av traktaten med Danmark i Speier och i vilken utsträckning de berörde Sverige. Efter återkomsten användes han 1551 i en överläggning rörande utrikespolitiken och förordnades i slutet av året att ha uppsyn och bokförarna och vilka böcker de förde in i landet. 
År 1553 sändes han till Polen i en beskickning i avsikt att knyta vänskapliga förbindelser. Andreas Olai användes därefter både i kanslitjänst och kamerala uppgifter, följde 1555 kungen till Finland och deltog i förhandlingarna med den livländska beskickningen där. När hertig Johan tillträdde sitt finska hertigdöme, ställdes Andreas Olai i hans tjänst. Ganska snart ådrog han sig dock kungens misshag i sin roll genom köpslagan, skinnköp, dryckenskap, gästabud, mutor och gåvor. År 1560 återvände han dock till Stockholm och tycks snart ha återvunnit kungens gunst. Han deltog vid Gustav Vasas begravning men avled kort därefter, troligen 28 december 1560.